# Pseudonacaduba
Pseudonacaduba är ett släkte av fjärilar. Pseudonacaduba ingår i familjen juvelvingar.
Kladogram enligt Catalogue of Life:
| Pseudonacaduba | \| \| Pseudonacaduba aethiops \| \| \| \| \| \| Pseudonacaduba dexamene \| \| \| \| \| \| Pseudonacaduba docilis \| \| \| \| \| \| Pseudonacaduba sichela \| \| \| \| |
|                | \| \| Pseudonacaduba aethiops \| \| \| \| \| \| Pseudonacaduba dexamene \| \| \| \| \| \| Pseudonacaduba docilis \| \| \| \| \| \| Pseudonacaduba sichela \| \| \| \| |
|                | Pseudonacaduba aethiops |
|                | |
|                | Pseudonacaduba dexamene |
|                | |
|                | Pseudonacaduba docilis |
|                | |
|                | Pseudonacaduba sichela |
|                | |